# Staelia
Staelia  es un género con 16 especies aceptadas, de las 23 descritas, de plantas con flores perteneciente a la familia de las rubiáceas.
Es nativo de México y América tropical.

## Taxonomía
El género fue descrito por Cham. & Schltdl. y publicado en Linnaea 3: 364. 1828. La especie tipo es: Staelia thymoides Cham. & Schltdl. 

## Especies aceptadas
- Staelia aurea K.Schum.
- Staelia capitata K.Schum.
- Staelia filifolia Rusby
- Staelia galioides  DC.
- Staelia hassleri Standl.
- Staelia hatschbachii J.H.Kirkbr.
- Staelia juarezii E.L.Cabral& Salas
- Staelia lanigera (DC.) K.Schum.
- Staelia longipedicellata R.M.Salas & E.L.Cabral
- Staelia reflexa DC.
- Staelia thymbroides(Mart. ex Mart. & Zucc.) K.Schum. - Especie tipo
- Staelia thymoides Cham. & Schltdl.
- Staelia tocantinsiana R.M.Salas & E.L.Cabral
- Staelia uruguaya Arechav.
- Staelia vestita K.Schum.
- Staelia virgata (Link ex Roem. & Schult.) K.Schum.